# Sambirský rajón
Sambirský rajón (ukrajinsky Самбірський район) je rajón ve Lvovské oblasti na Ukrajině. Hlavním městem je Sambir a rajón má přibližně 224 tisíc obyvatel. 

## Města v rajónu
- Dobromyl
- Chyriv
- Novyj Kalyniv
- Rudky
- Sambir
- Staryj Sambir
- Turka

## Další větší obce
- Kulčici
- Strilkovyči
- Strilky (Sambirský rajón)